# Mürşitali, Karakoyunlu
Mürşitali là một xã thuộc huyện Karakoyunlu, tỉnh Iğdır, Thổ Nhĩ Kỳ. Dân số thời điểm năm 2011 là 1.8 người.